# Arena Sozopol
Arena Sozopol (bułg. Арена Созопол) – stadion piłkarski w Sozopolu, w Bułgarii. Może pomieścić 4000 widzów. Swoje spotkania rozgrywają na nim piłkarze klubu FK Sozopol. Obiekt był jedną z aren piłkarskich Mistrzostw Europy U-17 w 2015 roku.